# Lamia Chafei Seghaier
Lamia Chafei Seghaier, née le 4 mai 1968 à Tunis, est une ingénieure et femme politique tunisienne. Elle est secrétaire d'État auprès du ministre des Technologies de la communication, chargée des Technologies de l'Information, d'Internet et des Logiciels libres entre 2008 et 2011. Son ministre de tutelle est alors Mohamed Naceur.

## Biographie

### Études
Lamia Chafei Seghaier est titulaire d'un diplôme principal en génie électrique, obtenu à l'École nationale d'ingénieurs de Monastir ainsi que d'un diplôme d'études préparatoires aux écoles d'ingénieurs, obtenu à l'université de technologie de Compiègne (France).

### Carrière professionnelle
En 1993, elle devient ingénieure réseau au sein d'une entreprise privée, puis commence à travailler en 1996 à l'Agence tunisienne d'Internet, où elle est successivement cheffe de service chargée du projet du commerce électronique, sous-directrice chargée de la veille technologique et de la sécurité, directrice chargée de la veille technologique puis directrice générale.
Elle en devient PDG en remplacement d'Adel Gaaloul et occupe cette fonction entre septembre 2007 et le 2 janvier 2008. Présentée comme étant « dotée d'une grande maîtrise du Web et de l'Internet », son passage à la tête de l'agence est critiqué en raison de la censure d'Internet alors pratiquée, par exemple contre YouTube.
Elle participe également à certaines formations universitaires : de 2000 à 2002, elle est par exemple membre de l'encadrement pédagogique d'un cycle de formation à l'Institut des hautes études commerciales[Où ?], traitant du commerce et de la certification électronique.

### Carrière politique
Entre janvier 2008 et janvier 2011, elle est secrétaire d'État auprès du ministre des Technologies de la communication, chargée des Technologies de l'information, d'Internet et des Logiciels libres. Elle occupe cette fonction dans le premier gouvernement Ghannouchi, auprès du ministre Mohamed Naceur (à partir de 2010) et jusqu'à la révolution de 2011. 

## Vie privée
Lamia Chafei Seghaier est mariée et mère d'un enfant.